# FSV Dippoldiswalde
Der FSV Dippoldiswalde ist ein deutscher Fußballverein aus Dippoldiswalde im Landkreis Sächsische Schweiz-Osterzgebirge. Heimstätte ist der Sportpark Dippoldiswalde. Der Club steht in der Tradition der SG Dynamo Dippoldiswalde.

## Verein
Der FSV Dippoldiswalde wurde im Jahr 1910 unter der Bezeichnung FC 1910 Dippoldiswalde gegründet. Der Verein agierte im mitteldeutschen Fußball bis 1945 stets unterklassig, Teilnahmen an den Endrunden des Verbandes Mitteldeutscher Ballspielvereine beziehungsweise der Gauliga Sachsen fanden nicht statt.
1945 wurde der Club aufgelöst und als SG Dippoldiswalde neu gegründet. In der Folgezeit vollzog die lose Sportgruppe im Jahr 1953 mit dem Einstieg der Sportvereinigung Dynamo eine erneute Umbenennung in Dynamo Dippoldiswalde, wobei die Fußballsektionen von Einheit bzw. Motor Dippoldiswalde bis 1957 integriert wurden.
Auf sportlicher Ebene war die SG Dippoldiswalde ab 1946 für zwei Spielzeiten in der Landesliga Sachsen (SBZ) vertreten. Gegen größere Sportgemeinschaften wie den späteren DDR-Vizemeister SG Dresden-Friedrichstadt war Dippoldiswalde jedoch chancenlos, die Meisterschaften wurden jeweils als Vorletzter abgeschlossen. Die anschließende Qualifikation zur 1952 gegründeten dritt- bzw. viertklassigen Bezirksliga Dresden wurde verpasst und bis 1990 von Dynamo Dippoldiswalde auch nicht mehr erreicht. Die SG verblieb in der Bedeutungslosigkeit des DDR-Fußballs, höchste Spielklasse war zwischenzeitlich die Bezirksklasse Dresden.
1990 vollzog der Verein eine Umbenennung in FSV Dippoldiswalde, der Club agiert seitdem ausnahmslos im Dresdner Lokalfußball. 2015 stieg man in die Kreisoberliga Sächsische Schweiz/Osterzgebirge auf.

## Statistik
- Teilnahme LL Sachsen (SBZ): 1946/47, 1948/49